# Паранормална активност: Обележени
Паранормална активност: Обележени (енгл. Paranormal Activity: The Marked Ones) је амерички натприродни хорор филм писца и редитеља Кристофера Ландона. Објављен 3. јануара 2014. године у Сједињеним Државама, представља пети део филмске серије Паранормална активност. Такође представља Ландонов други редитељски филм, након филма Палме у пламену. Филм Паранормална активност: Обележени добио је мешовите критике од критичара и зарадио 90 милиона америчких долара широм света. Филм је објављен 2. јануара 2014. године у Србији, од стране Taramount Film-а.

## Радња
У јуну 2012. године, тинејџерски 18-годишњи матурант Џеси Ариста живи са оцем Цезаром, сестром Евет и баком Ирмом у Окснарду. Ужива у лету са својим најбољим пријатељем, Хектором Естрелом. У стану доле живи мистериозна жена по имену Ана Санчез, за коју сви верују да је вештица. Када Ана буде пронађена убијена, Џеси и Хектор примећују школског друга Оскара Лопеза како бежи са лица места, сугеришући да је одговоран. Њих двоје истражују стан у којем проналазе предмете црне магије, VHS касете и часопис урока који могу „отворити врата ка несветим местима”.
Након што Џеси, Хектор и њихова пријатељица Марисол Варгас испробају ритуал, у Џесијевом стану се постепено дешавају паранормалне појаве. Једне ноћи, трио комуницира са непознатим ентитетом кроз игру. Џеси проналази мистериозни траг угриза на својој руци и такође открива да има надљудске способности попут појачане снаге и левитације, што се доказује када нокаутира двојицу насилника који га нападају. Он и Хектор у почетку његове способности виде као „дар”. На забави, Џес води девојку у Анин стан на секс и среће Оскара, који уплаши Џесијеву девојку, а на руци има црне очи и исти траг угриза. Оскар каже Џесију да је само питање времена када ће „нешто у њима” завладати, а они ће наштетити онима које воле пре него што нестану. Када га Џес и Хектор траже напољу, Оскар почини самоубиство скоком са зграде и слетевши у аутомобил.
Група открива тајни поклопац у Анином стану, где проналазе вештичји олтар и фотографије Џесија, његове трудне мајке, Ане, Оскара и Лоис. Чудна жена у црном улази, али одлази након што ништа није нашла. Џеси је једне вечери намамљен у поклопац врата након што је чуо како његов пас Чаво лаје и цвили за помоћи, али врата се затварају и Џес наилази на млађе верзије Кејти и Кристи, обе црних очију, пре него што их нападне непозната сила.
Као резултат тога, Џес постепено постаје мрачан, самоубилачки и насилан, што узнемирава Хектора и Марисол, који касније упознају Артура, Оскаровог брата криминалца. Артуро им каже да је Оскар био у контакту са Али Реј, која је истраживала демоне након што је њеног оца Данијела и помајку Кристи убијила и полубрата отела запоседнута Кејти. Упознају се с Али у парку, где им она каже да је Џеса „обележено” светски вештичји ковен под називом „Бабице”, које су женама исрале мозак да би се одрекле својих прворођених синова да би створиле војску запоседнутих младића. Али им даје адресу где би требало да се одржи последњи ритуал и упозорава да Џес више неће постојати ако га демон потпуно поједе и ритуал буде завршен.
Забринута за свог унука, Ирма посећује ботанику и покушава да очисти Џесија, али он телекинетички уништава дневну собу. Следећег јутра, Џеси је гурнуо Ирму низ степенице и одведена је у болницу. Док се Хектор и Марисол возе до болнице, Џес их заседа на улици и напада Хектора, али Марисол га палицом онесвештава. Док покушавају да оду, комби им се забија у аутомобил и Џес је киднапован.
Уз помоћ Артура и његовог пријатеља Санта, Хектор и Марисол одлазе на адресу за коју се испоставља да је Лоисина кућа. Када уђу у врт, чланови ковена са ножевима навале да нападну, али Артуро их обе упуца, а затим наговара Хектора и Марисол да улете у кућу, док он остаје сам и задржава вештице.
Долазе и на улазу је Санто пронађен мртав. Марисол нестаје, а Артуро је бачен кроз прозор близу Хектора, пошто га је ковен савладао и убио. Касније, Марисол пада кроз стаклени кров, убијајући је. Хектор налети на лика налик Ани и бежи према ормару да се сакрије. Кад изађе, тада се појави запоседнути Џеси који прогони Хектора, који улети у собу и затвори врата. Џеси нормалним гласом тражи паничног Хектора да отвори врата, али након што Хектор одбије, Џеси разбија врата, присиљавајући Хектора да прође кроз необично обележена смеђа врата. Камера се замрачује након што уђе.
Врата која је прошао вратила су га на време у домаћинство Кејти и Мике. Хектор улази у дневну собу и види Кејти како силази доле у кухињу. Након неуспелог покушаја да јој привуче пажњу, Кејти се окреће да види Хектора и вришти за Миком, који претпоставља да је Хектор уљез и суочава се са њим, али Кејти насилно насмрт убоде Мику кухињским ножем. Престрављен, Хектор бежи, али потпуно запоседнути Џеси појављује се ниоткуда и напада Хектора, због чега је бацио камеру на земљу, вероватно га убивши. После тренутка тишине, бабица вештица узима камеру и гаси је.

## Улоге
| Глумац              | Улога          |
| ------------------- | -------------- |
| Ендру Џејкобс       | Џес Ариста     |
| Хорхе Дијаз         | Хектор Естрела |
| Габријел Волш       | Марисол Варгас |
| Рене Виктор         | Ирма Ариста    |
| Наоми Гонзалез      | Евет Ариста    |
| Дејвид Сауседо      | Цезар Ариста   |
| Глорија Сандовал    | Ана Санчез     |
| Ричард Кабарл       | Артуро Лопез   |
| Карлос Пратс        | Оскар Лопез    |
| Хуан Васкез         | Санто          |
| Дејл Хајденрајх     | Луис Естрела   |
| Моли Ефрајм         | Али Реј        |
| Кејти Федерстон     | Кејти          |
| Клои Ксенџери       | млада Кејти    |
| Мика Слоут          | Мика           |
| Џесика Тајлер Браун | млада Кристи   |
| Хали Фут            | бака Лоис      |

## Наставак
Филм Паранормална активност: Обележени прати филм Паранормална активност: Димензија духова, објављен у 3D-у 23. октобра 2015. године.